# Cintabodas
Cintabodas is een bestuurslaag in het regentschap Tasikmalaya van de provincie West-Java, Indonesië. Cintabodas telt 3627 inwoners (volkstelling 2010).